# Almirante Tamandaré
Almirante Tamandaré (aparținând PR) este un oraș în Brazilia.